# Eburia consobrinoides
Eburia consobrinoides là một loài bọ cánh cứng trong họ Cerambycidae.